# Super Racing Weekend
Im Jahre 2001 gründete der Automobilweltverband (FIA) die Veranstaltungsreihe Super Racing Weekend: zehn Wochenenden auf zehn verschiedenen Rennstrecken mit drei Rennserien: FIA-GT-Meisterschaft (Sportwagen), Tourenwagen-Europameisterschaft (Tourenwagen) und die Formel Renault V6 (Formelwagen).
Alle Rennen der drei Serien wurden live am Samstag und am Sonntag auf Eurosport übertragen.
Die FIA-GT-Sportwagenserie wurde 1996 gegründet. Es gab zwei Klassen: GT und GT-N für seriennahe Wagen mit weniger Modifikationen. Alle Fahrzeuge mussten als Serienmodell gebaut werden und durften über keine elektronischen Hilfsmittel wie ABS oder ESP verfügen. 
Die Tourenwagen-Europameisterschaft (ETCC, ab 2005 Tourenwagen-Weltmeisterschaft) wurde 2001 gleichzeitig mit dem Super Racing Weekend gegründet und nach den Super-2000-Regeln ausgeschrieben, die auf der Gruppe N aus dem FIA-Regelwerk aufbauten. Um die Kosten niedrig zu halten, wurde die Drehzahl der Motoren begrenzt, zudem war Allradantrieb verboten. Alle Teilnehmer fuhren mit Einheitsreifen.
Die Formel Renault V6 war eine Nachwuchsserie mit 380-PS-Formelautos, vergleichbar mit der Formel 3000. Die Serie war sehr beliebt, zahlreiche Fahrer bekamen nach der Saison Testangebote von Formel-1-Teams. 2004 wurden zum ersten Mal Kohlefaserbremsen wie in der Formel 1 eingesetzt.
Im Jahr 2006 wurde das Super Racing Weekend aufgelöst. Die drei Rennserien hatten fortan ihren eigenen Veranstaltungskalender, nachdem ein Streit zwischen den Verantwortlichen der Tourenwagen-Weltmeisterschaft und der FIA-GT-Meisterschaft aufgekommen war. 